# Vincent Mojwok Nyiker
Vincent Mojwok Nyiker (ur. 25 stycznia 1933 w Atigo-Tonga, zm. 5 stycznia 2018 w Chartumie) – południowosudański duchowny katolicki, biskup diecezjalny Malakalu w latach 1979–2009.

## Życiorys
Święcenia kapłańskie otrzymał 21 lipca 1963.
15 marca 1979 papież Jan Paweł II mianował go biskupem diecezjalnym Malakalu. 27 maja tego samego roku z rąk papieża przyjął sakrę biskupią. 16 maja 2009, ze względu na wiek, złożył rezygnację z zajmowanej funkcji na ręce papieża Benedykta XVI.
Zmarł 5 stycznia 2018.